# 焼戻し
焼戻し（やきもどし、英語: tempering）とは、焼入れあるいは溶体化処理されて不安定な組織を持つ金属を適切な温度に加熱・温度保持することで、組織の変態または析出を進行させて安定な組織に近づけ、所要の性質及び状態を与える熱処理。
焼き戻し、焼もどしとも表記する。
狭義には、焼入れされた鋼を対象にしたものを指す、鋼の焼戻しは、焼入れによりマルテンサイトを含み、硬いが脆化して、不安定な組織となった鋼に靱性を回復させて、組織も安定させる処理である。
アルミニウム合金のような非鉄金属やマルエージング鋼のような特殊鋼などへの溶体化処理後に行われる焼戻し処理は時効処理の一種で、人工時効あるいは焼戻し時効、高温時効と呼ばれる。
本記事では焼入れされた鋼の焼戻しについて主に説明する。人工時効については時効 (金属)を参照のこと。また、本記事では日本産業規格、学術用語集に準じて、「焼戻し」の表記で統一する。

## 目的
硬さと靱性の調整
焼入れによって得られた鋼のマルテンサイト組織は、硬いが脆い状態となっている。この焼入れ組織に粘り強さを与えるのが焼戻しの目的の1つである。基本的には焼戻し温度と呼ばれる焼戻し時に加熱・保持する温度を変更することで、硬さと靱性のバランスを決定する。靱性を重視する場合は比較的高温で焼戻しする高温焼戻しが、硬さを重視する場合は比較的低温で焼戻しする低温焼戻しが適用される。
残留応力の除去
焼入れによって、加工品にはマルテンサイト変態や熱膨張によって内部に応力が発生する。この応力は焼入れ後にも残り、変形・割れの発生や、機械的性質の悪化を生じさせる。このような応力を残留応力と呼ぶ。この残留応力を焼戻し処理によって除去あるいは軽減させることができる。加工品の大きさや加熱時間にもよるが、500℃程度の焼戻しで残留応力はほぼ除去でき、200℃程度の焼戻しで半減できる。
寸法と形状の安定化
焼入れ後の組織には、残留オーステナイトと呼ばれるマルテンサイト化しきれなかったオーステナイト組織が残っている。残留オーステナイトは常温で放置すると時間が経つに連れて徐々にマルテンサイトに変態する。残留オーステナイトからマルテンサイトへの変態の際、組織の体積が膨張するので変形や寸法変化を起こしたり、上記の残留応力とも相まって割れが発生する場合がある。また、マルテンサイトも低炭素マルテンサイトへ時間が経つに連れて徐々に変化していき、その際に縮小を起こす。焼戻しにより、このような不安定な組織を安定化させて、加工品の寸法変化や割れの発生防止をすることができる。
二次硬化の利用
焼戻しによる二次硬化現象を利用するもので合金鋼特有のものである。通常の焼戻しでは延性と硬さが反比例するが、二次硬化により延性と硬さが共に向上する。合金工具鋼や高速度工具鋼に適用される。

## 再加熱による組織変化

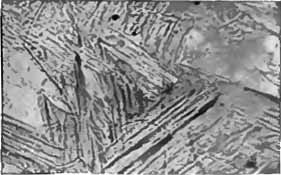
焼入れによって得られたマルテンサイト組織拡大写真

焼入れされた鋼は、金属組織的にも内部応力的にも不安定な状態にある。焼入れで得られたマルテンサイト組織を再加熱していくと、マルテンサイトから過飽和に固溶されていた炭素や合金元素が吐き出され、安定な組織に近づいていき、機械的性質も変化していく。これが焼戻しの基本原理である。以下、焼入れ後の組織を再加熱していくと、組織にどのような変化が発生していくかを説明する。

### 第1段階
まず80 - 160℃まで加熱すると、マルテンサイトからε炭化物と呼ばれる炭化物が析出し、マルテンサイトは低炭素マルテンサイトあるいは焼戻しマルテンサイトと呼ばれる組織に変わり、組織は低炭素マルテンサイトとε炭化物で構成されるようになる。焼入れによる高炭素マルテンサイトはオーステナイトの炭素含有量をそのまま受け継いで炭素を0.8%含有しているのに対し、低炭素マルテンサイトは0.2 - 0.3%程度の含有量である。結晶構造は、高炭素マルテンサイトは正方晶であるのに対し、低炭素マルテンサイトは立方晶を取る。ε炭化物は六方晶の結晶構造を持ち、Fe2 - 2.5CあるいはFe2 - 3Cで表され、標準組織で析出するFe3Cのセメンタイトとは異なる。また、このような変化により体積が縮小する。この変化は高炭素マルテンサイトが存在する場合のみに発生するので、炭素含有量0.3%以下の低炭素鋼では発生しない。

### 第2段階
次に230 - 280℃まで加熱すると、組織中の残留オーステナイトが下部ベイナイトに変態する。この変化で体積は膨張する。この変化は残留オーステナイトが存在する場合のみに発生する。生じたベイナイトはやがてフェライトと炭化物（ε炭化物とセメンタイト）に変化する。

### 第3段階
さらに300℃以上に加熱すると、ε炭化物は一端母相中に溶け込み、χ炭化物と呼ばれる別の中間相炭化物の析出を経てセメンタイトを析出するようになる。低炭素マルテンサイトは炭素をセメンタイトとして析出したことでフェライトに変態していく。この過程では体積は縮小する。
セメンタイトは、初めはフェライト素地中に細かい粒状で分散しているが、さらに温度が上昇していくと、大きな粒子に凝縮していく。400 - 500℃程度までに加熱された組織は、トルースタイトと呼ばれる組織になり、500 - 650℃程度ではソルバイトと呼ばれる組織になる。トルースタイトは光学顕微鏡では判別できないレベルで微細化されたセメンタイトと等軸のフェライトから構成され、ソルバイトでは光学顕微鏡約400倍程度で判別できる微細な球状セメンタイトと等軸のフェライトで構成される。

### 第4段階

Tempering curve for M2 high-speed tool steel高速度鋼の焼戻し硬化の例

以上の組織変化に加えて、合金鋼の場合、400 - 450℃以上に加熱すると固溶されていた合金元素も放出され、合金鋼特有の変化が発生するようになる。この変化を第3段階に続く第4段階に加える場合もある。その合金鋼特有の炭化物が発生するようになり、次のような現象が発生する。
高合金鋼を焼戻しすると、焼戻し前よりも硬さが向上する場合がある。このような焼戻しによる硬化を、焼入れによる硬化を一次硬化として、二次硬化、あるいは焼戻し硬化と呼ぶ。二次硬化の要因は、残留オーステナイトが焼戻しによりマルテンサイト化することによる硬化と複炭化物の微細析出による硬化の2つである。二次硬化時に残留オーステナイトから変態したマルテンサイトは通常の焼入れ時に発生するマルテンサイトと同じなので、二次硬化を伴った焼戻し後には更にもう1回、2回焼戻しを繰り返すことが必要となる。

## 焼戻し温度と保持時間
焼戻し温度によって得られる組織が変わるのは上記で説明した通りだが、焼戻し温度に加えて、その温度での保持時間も焼戻しの組織に影響する。焼戻しに伴う炭化物の析出やε炭化物からセメンタイトへの移行も、保持時間の延長と共に必要な焼戻し温度は低くなっていく。また、焼戻し温度の最高温度としては、原則として730℃のA1変態点温度が限界である。一般には650℃以下の温度が用いられる。以下、焼戻し温度と保持時間を決定する手法例を説明する。
焼戻し温度と保持時間が焼戻し後の硬さに及ぼす影響を統一して表す指標として、1945年に、ホロモン(J.H.Hollomon)とジャッフェ(L.D.Jaffe)により焼戻しパラメータと呼ばれる指標が考案された。英語では、考案者の名前に因みホロモン・ジャッフェ・パラメータ(Hollomon-Jaffe parameter)とも呼ぶ。焼戻しパラメータをPとしたとき次式で表される。
{\displaystyle P=T(C+\log t)}
ここで、Tは焼戻し温度で単位は絶対温度、tは焼戻し時間で単位は秒あるいは時間 (単位)である。Cは材料定数である。ラーソン・ミラー・パラメータと同形式だが、こちらはクリープ変形における温度と時間の影響を統一して表す指標である。
焼戻し温度と保持時間の組み合わせが異なる実験結果を、縦軸に焼戻し後の硬さ、横軸に焼戻しパラメータで整理すると、同じ材料であれば1つの曲線上に乗る。このような曲線を焼戻し母曲線と呼ぶ。すなわち、焼き戻し母曲線を作成すれば、設定しようとする焼戻し温度と保持時間から得られる硬さを予測できる。
上式は、焼戻しの進行が熱活性過程に従うとして、以下のように求まる。熱活性過程に従う場合、その材料の拡散速度vは、
{\displaystyle v=Ae^{-Q/RT}}
で書き下せる。ここで、Aは定数、eはネイピア数、Qは焼戻し過程の活性化エネルギー、Rは気体定数、Tは絶対温度である。ある硬さHに達するまでの時間tは速度vに反比例すると考えられるので、
{\displaystyle {\frac {1}{t}}=Bv=BAe^{-Q/RT}}
と表せる。ここでBは新たな定数である。上式の常用対数を取ると、
{\displaystyle -\log t=\log(BA)-0.4342{\frac {Q}{RT}}}
となる。ここで0.4342は自然対数から常用対数への換算係数である。さらに変形すると以下の形式で書き下せる。
{\displaystyle {\frac {0.4342Q}{R}}=T(\log(BA)+\log t)}
ホロモンらの実験によると、活性化エネルギQと得られる硬さHの値は一対一で対応する。よって、上式左辺は係数が掛かっているが焼戻しパラメータPと同等である。ここで、
{\displaystyle P={\frac {0.4342Q}{R}}}
{\displaystyle C=\log(BA)}
と置けば最初の焼戻しパラメータの式が得られる。
材料定数Cは、マルテンサイト中の炭素含有量C%の変数として以下のような推定式がある。
- tが秒単位のとき

{\displaystyle C=17.7-5.8C\%}
- tが時間単位のとき

{\displaystyle C=21.3-5.8C\%}
あるいは、同じ焼戻し硬さが得られる2組のT、tを実験などから得ることができれば、それぞれの組み合わせをT1、t1とT2、t2として、以下のようにCの値に得られる。
{\displaystyle C={\frac {T_{2}\log t_{2}-T_{1}\log t_{1}}{T_{1}-T_{2}}}}
以上のように理論的には焼戻しパラメータによって得たい機械的性質に対する任意の温度と時間を選べる。ただし実際には、保持時間は1 - 2時間を目安として、得たい機械的性質によって焼戻し温度を選択する場合が一般的である。

## 種類と方法

### 低温焼戻し
比較的低温域で焼戻しすることで、焼入れ後の硬さをあまり減少させず、残留応力の低減と性状の安定化を行うことができる。このような焼戻し処理を低温焼戻しと呼ぶ。焼戻し温度は目安として150 - 250℃の範囲である。低温焼戻しによって生じる鋼組織は、上記で説明した低炭素マルテンサイトで、ビッカース硬さは約800HVとなっている。
硬さや耐摩耗性を必要とする材料に低温焼戻しが適用される。鋼種としては、炭素含有量が0.77%超える過共析鋼が主となっている。工具鋼の例としては、二次硬化特性を持たない炭素工具鋼や冷間加工用の合金工具鋼などに適用される。実際の製品としては、ナイフや包丁といった切削工具、ゲージやノギスといった計測器具、自動車車体のプレス金型、軸受などで適用される。また、低温焼戻しは高周波焼入れ後や浸炭焼入れ後の標準的な焼戻しでもある。
加熱装置には油浴が最適とされる。100℃に沸騰させたお湯に漬す焼戻しでも残留応力を25%程度減少でき、耐摩耗性向上の効果があるので、本来の低温焼戻し温度が不可能な場合などに推奨される。高温焼戻しの場合は焼戻し脆性を避けるために水冷などを用いた急冷が推奨されるが、焼戻し脆性温度を避けている低温焼戻しの場合は空冷などのややゆっくりした冷却が推奨される。これは、ひずみや割れを防ぐためである。

### 高温焼戻し
低温焼戻しに対して比較的高温域で焼戻しすることで、靱性を高める焼戻しを高温焼戻しと呼ぶ。焼戻し温度は目安として温度400 - 680 ℃の範囲で行われる。加熱装置には塩浴や燃焼炉、電気炉が用いられる。
前述で説明した通り、焼戻し温度によって得られる組織が異なる。高温焼戻しと呼ばれる焼戻し温度域の中でも、400 - 500℃から焼き戻すとトルースタイトと呼ばれる組織が得られる。トルースタイトのビッカース硬さは約400HVで、硬さを残しつつ靱性もある程度高い組織が得られる。ただし、トルースタイトは錆びやすいのが欠点の1つである。実際の製品としては高級刃物やばね類などに適用される。
500 - 650℃から焼き戻すとソルバイトと呼ばれる組織が得られる。ソルバイトのビッカース硬さは約280HVで、鋼の組織の中では最も靱性が高いのが特徴となっている。適度の強さと高い靱性を得られることから機械構造用鋼に適しており、実際の製品としても、トルースタイトと同じくばね類も含め、機械部品全般で広く採用される。
日本工業規格によれば、高温焼戻しでトルースタイトかソルバイト組織を得る焼入焼戻しを、特に調質と呼ぶ。または、ソルバイト組織を得る焼入焼戻しに限って調質と呼ぶ場合もある。高温焼戻しが適用される製品としては、上記で述べたもの以外では、軸、高強度ボルト、軽中荷重用歯車などがある。

## 焼戻し軟化抵抗
焼戻しでは基本的に焼戻し温度に比例して硬さが低下するが、炭素鋼や合金鋼の低合金鋼などの鋼種に対して、中合金鋼、高合金鋼などの鋼種では、焼戻し温度上昇に対する硬さの低下割合が低くなる。このように、鋼中の合金元素によっては、同じ焼戻し温度でも焼戻し後硬さが異なる性質を焼戻し軟化抵抗や焼戻し軟化抵抗性と呼ぶ、クロム、モリブデン、タングステン、バナジウムなどの炭化物形成元素が添加されていると、焼戻し軟化抵抗を大きくするように働く。

## 焼戻し脆性
焼戻しは加工品の靱性を向上させる処理だが、焼戻し温度によっては逆に脆化する場合がある。これを焼戻し脆性と呼び、低温焼戻し脆性と高温焼戻し脆性がある。。焼戻し特有の欠陥で、焼戻し処理時には焼戻し脆性が発生する温度域には注意を要する。

### 低温焼戻し脆性
250 - 350℃からの焼戻しで発生する脆化を低温焼戻し脆性と呼ぶ。低温焼戻し脆性は、焼戻しの冷却速度と鋼種を問わずに発生する。一端高温で焼戻しすれば、この条件で焼戻ししても低温焼戻し脆性は発生しなくなるのが特徴である。
低温焼戻し脆性の原因は、リン、窒素などの不純物が旧オーステナイト結晶粒界に析出すること、300℃以上で析出する初期セメンタイトが薄板状のため粒界に析出すること、残留オーステナイトから炭化物が析出して不安定になり、荷重負荷時にマルテンサイト変態して脆くなること、などが挙げられる。そのため、リン、窒素などの不純物を減らすことも脆化を軽減する対策の1つである。
防止策としては、この温度域からの焼戻しを避けることが第一で、珪素を添加も有効である。珪素の働きでε炭化物を安定させて、セメンタイトの析出と成長を抑え、脆化発生領域を高温域に移動させることができる。

### 高温焼戻し脆性
450 - 550℃からの焼戻しで発生する脆化を高温焼戻し脆性と呼ぶ。さらに、この温度域を避けて550 - 650℃から焼戻ししても500℃付近を徐冷すると同様に高温焼戻し脆性が発生してしまう。そのため、高温焼戻し脆性を避けて550 - 650℃から焼戻しする時には急冷が推奨される。脆化を避ける冷却速度は空冷以上が望ましいとされる。
高温焼戻し脆性の原因は、リン、アンチモンなどの不純物が旧オーステナイト結晶粒界に析出するためで、モリブデンの添加が析出を遅らせるのに有効である。一方で、クロム、ニッケル、マンガンなどは析出を促進させるので、ニッケルクロム鋼、クロム鋼、ニッケルマンガン鋼、マンガン鋼などで発生しやすい。
低温焼戻し脆性と異なり可逆性を持つのが特徴で、適切な他の条件で焼戻ししても、その後にこの条件で焼戻しすると高温焼戻し脆性が発生する。逆に、高温焼戻し脆化された加工品でも再度急冷で焼き戻し直せば使えるようになる。